# ウェブクルー
株式会社ウェブクルー（英: WebCrew Inc.）は、東京都世田谷区に本社を置く日本の企業である。

## 概要
自動車保険・生命保険・中古車買取・引越しなどを中心とした様々な比較見積もりサイト「保険スクエアbang!」「ズバット」「ズバブーン」「あんしん相談室」「マネーFix」を運営する。
ボクシング内藤大助選手のスポンサーになり亀田大毅との試合以降注目されるようになった。

## 沿革
- 1998年（平成10年）4月 - 長谷川進が愛知県稲沢市で「保険スクエアBang!」創業
- 1999年（平成11年）10月 - 創業者長谷川進が渡邊久憲と愛知県春日井市で会社設立。
- 2004年（平成16年）9月 - 東京証券取引所マザーズ市場上場。
- 2005年（平成17年）12月 - ウェブクルーの第三者割当増資を引き受けたキャピタルギャラリーの青山浩[2]が、創業者の渡邊久憲から経営を引き継ぎ社長に就任。
- 2010年（平成22年）7月 - 比較・見積もりポータルサイト「ズバット」オープン。
- 2013年（平成25年）12月 - 創業者の渡邊久憲（渡辺久統）が社長に戻る。前社長の青山浩は副社長に。
- 2014年（平成26年）
  - 7月 - 本社を恵比寿ガーデンプレイスに移転。
  - 11月 - 藤島義琢が渡邊久憲から経営を引き継ぎ、社長に就任。
  - 12月 - 株式会社ニュートン・フィナンシャル・コンサルティングおよび株式会社光通信の連結子会社となる[3]。
- 2015年（平成27年）5月 - 東京証券取引所マザーズ上場廃止[4]。株式会社ニュートン・フィナンシャル・コンサルティングの完全子会社となる。
- 2021年（令和3年）6月 - 代表取締役の藤島義琢がマネジメント・バイアウト（以下MBO）を実施し、親会社であるNFCホールディングスが保有するウェブクルー社株式のすべてを譲り受ける契約を締結

## かつて存在した関連会社
- グランドエイジング（解散） - かつて存在した有料老人ホームに入居を考えている人に、福祉や介護、有料老人ホーム情報などを紹介する会社。「有料老人ホームあんしん相談室」を運営していた。2014年7月1日に、親会社のウェブクルーに吸収合併され、解散した。「有料老人ホームあんしん相談室」はウェブクルーが運営している。
- FXキング（解散）
- 小肥羊ジャパン - 中国火鍋専門店「小肥羊」運営。2015年3月期第1四半期（決算期変更により2014年10〜12月）に株式売却により連結及び持分法適用から除外。
- 小肥羊北海道 - 中国火鍋専門店「小肥羊」運営（北海道）。2015年3月期第1四半期に株式売却により連結及び持分法適用から除外。
- ウェブクルーリアルエステイト - 不動産全般におけるコンサルタント業務、土地建物管理業務、土地建物売買および賃貸の斡旋業務。2015年3月期第1四半期に株式売却により連結及び持分法適用から除外。
- 中央引越センター - 引っ越し業。2016年3月期第2四半期に株式売却により連結から除外。
- ウェブクルーライト - 通信回線取次。2016年3月期第3四半期に株式売却により連結から除外。
- ニュートン・フィナンシャル・コンサルティング - 親会社

- 保険見直し本舗 - 生命保険・ブロードバンド販売代理店
- 損害保険見直し本舗 - 損害保険・ブロードバンド・広告販売代理店
- ウェブクルーエージェンシー - インターネット広告販売を主とした広告代理業
- ウェブクルーファイナンス - 不動産担保ローン、住宅ローンなどを取扱うクレジット業
- ウェブクルーコモディティーズ - 飲食店の経営、各種商品の企画販売
- ネクストエナジー - 太陽光発電システムの販売・設置
- アガスタ - 中古車の買取り・販売